# 森主税
森 主税（もり ちから、天保7年（1836年） - 文久2年12月9日（1863年1月28日））は、幕末の武士で、赤穂藩家老。名は可彜（よしつね）。
天保7年（1836年）、森可真の長男として生まれた。安政元年（1854年）、父の死去に伴い、500石の遺領と家督を継いだ。その後、赤穂藩主をめぐる家督争いが勃発すると、主税は、森忠典を擁立して、森継之丞らと対抗した。
結果、忠典が家督を継いだ為、主税は、藩政改革を起こし、継之丞と対立しながら、用人村上真輔とともに、藩政を掌握した。が、これを恨んだ急進派の西川升吉ら10数名によって、文久2年12月9日（1863年1月28日）に暗殺された。